# Vanicsek János (labdarúgó)
Vanicsek János (Budapest, 1887. október 29. – Róma, 1969. szeptember 11.) labdarúgó, edző. Testvére Vanicsek József is labdarúgó volt. A sporsajtóban Vanicsek I néven volt ismert.

## Sikerei, díjai
- Magyar bajnokság
  - 5.: 1912–13